# 헨드릭 콘시엔스
헨드릭 콘시엔스(Hendrik Conscience ; 1813년 ~ 1883년)는 벨기에의 작가이다. 플랜더스의 사랑을 평이한 산문으로 엮었는데 일반 민중은 그의 작품을 통해 모국어의 아름다운 리듬을 새삼 감탄했다. 《플랜더스의 사자》(1839년)는 프랑스 군대와 싸운 플랜더스 용사들의 이야기로 이 작품을 통하여 국가낭만주의의 거물이 되었다. 그 후 《징병 추첨》(1850년) 이외에 플랜더스 전원 이야기를 써서 외국에까지 가정소설로 환영을 받기도 하였다.